# Nokia Lumia 930

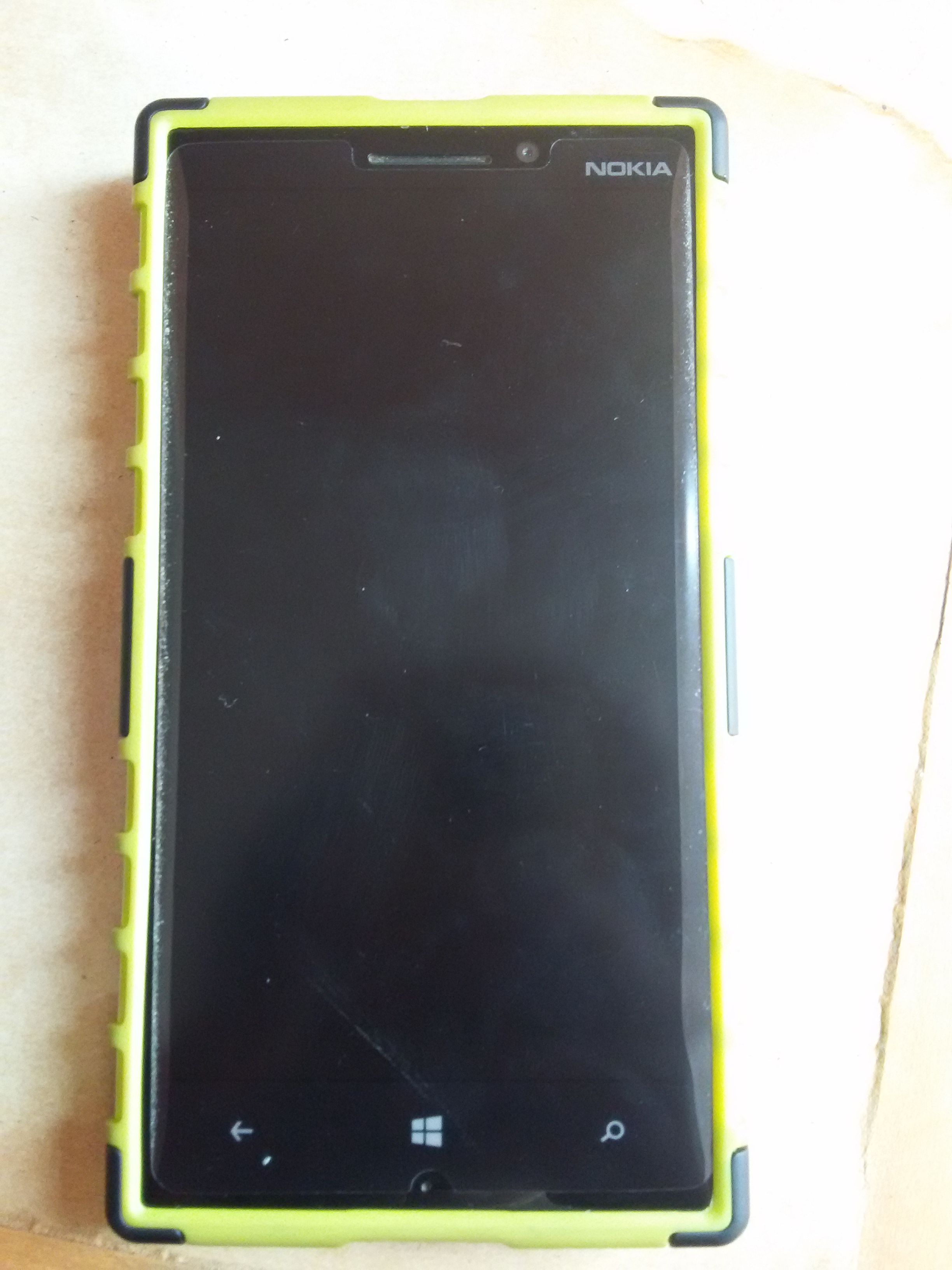
Un Nokia lumia 930 con funda protectora verde

El Nokia Lumia 930 es un teléfono inteligente de gama alta desarrollado por Nokia, que cuenta con el sistema operativo Windows Phone 8.1. Fue presentado en abril de 2014. Entre sus principales características se destacan su cámara de 20 Megapixels con tecnología PureView, pantalla FullHD AMOLED de 5 pulgadas, procesador Qualcomm Snapdragon 800, 32GB de almacenamiento interno, 2 GB RAM, chip NFC, carga inalámbrica y soporte 4G LTE. Este dispositivo es actualizable a Windows 10 Mobile

## Características

### Cámara
Cámara de 20 Mpx, 4992 х 3744 píxeles, óptica Carl Zeiss, autofocus, flash led dual, PureView, detección de rostro, estabilización óptica de imagen, geo-tagging, video 1080p@30fps OIS y cámara frontal de 1.2Mpx 720p@30fps.

### Pantalla
Tiene pantalla con tecnología AMOLED con resolución Full HD, Nokia ClearBlack, Gorilla Glass 3, unas dimensiones de 5.0 pulgadas, sensor giroscópico, sensor de proximidad para autoapagado, sensor acelerómetro para autorrotación y soporte multitouch.

### Red
- GSM 850 / 900 / 1800 / 1900 - HSDPA 850 / 900 / 1900 / 2100 - LTE 800 / 900 / 1800 / 2100 / 2600
- Wi-Fi 802.11 a/b/g/n/ac; DLNA; banda dual
- Bluetooth v4.0 A2DP
- NFC
- GPS

### Sistema operativo
- Windows Phone 8.1  actualizable a Windows 10 Mobile

### Hardware
- Procesador Qualcomm MSM8974 Snapdragon 800 quad-core 2.2GHz, GPU Adreno 330

### Batería
Standard, Li-Ion 2420 mAh
Hasta 432 horas en espera
Hasta 11 h 30 min (2G) / Hasta 15 h 30 min (3G)

### Memoria
32GB memoria interna, 2GB RAM

### Datos Adicionales
El teléfono está fabricado en aluminio y policarbonato, encontrándose el primero en los bordes del dispositivo y el segundo en su parte trasera, también posee radio FM